# Ланьпін-Бай-Пуміський автономний повіт
26°27′24″ пн. ш. 99°25′15″ сх. д. / 26.45672° пн. ш. 99.42092° сх. д.
Ланьпін-Бай-Пуміський автономний повіт (кит. 兰坪白族普米族自治县, пін. Lánpíng Báizú Pŭmĭzú Zìzhìxiàn) — один із повітів КНР у складі Нуцзян-Лісуської автономної префектури, провінція Юньнань. Адміністративний центр — містечко Цзіньдін.

## Географія
Ланьпін-Бай-Пуміський автономний повіт лежить на північному заході провінції у горах Гендуаншань. Західна частина повіту лежить у долині Меконга.

### Клімат
Повіт знаходиться у зоні, котра характеризується океанічним кліматом субтропічних нагір'їв. Найтепліший місяць — липень із середньою температурою 17,8 °C. Найхолодніший місяць — січень, із середньою температурою 3,4 °С.
| Клімат повіту Ланьпін-Бай-Пумі | Клімат повіту Ланьпін-Бай-Пумі | Клімат повіту Ланьпін-Бай-Пумі | Клімат повіту Ланьпін-Бай-Пумі | Клімат повіту Ланьпін-Бай-Пумі | Клімат повіту Ланьпін-Бай-Пумі | Клімат повіту Ланьпін-Бай-Пумі | Клімат повіту Ланьпін-Бай-Пумі | Клімат повіту Ланьпін-Бай-Пумі | Клімат повіту Ланьпін-Бай-Пумі | Клімат повіту Ланьпін-Бай-Пумі | Клімат повіту Ланьпін-Бай-Пумі | Клімат повіту Ланьпін-Бай-Пумі | Клімат повіту Ланьпін-Бай-Пумі |
| Показник                       | Січ.                           | Лют.                           | Бер.                           | Квіт.                          | Трав.                          | Черв.                          | Лип.                           | Серп.                          | Вер.                           | Жовт.                          | Лист.                          | Груд.                          | Рік                            |
| Середній максимум, °C          | 14,4                           | 15,2                           | 17,4                           | 19,8                           | 22,6                           | 23,7                           | 23,1                           | 23,2                           | 22                             | 20,3                           | 17,6                           | 15,3                           | 19,6                           |
| Середня температура, °C        | 3,4                            | 5,1                            | 8,2                            | 11,4                           | 15                             | 17,6                           | 17,8                           | 17,4                           | 15,9                           | 12,3                           | 7,3                            | 3,9                            | 11,3                           |
| Середній мінімум, °C           | −4,1                           | −2,2                           | 1,2                            | 4,8                            | 8,7                            | 13,4                           | 14,6                           | 14,1                           | 12,6                           | 7,7                            | 1                              | −3,2                           | 5,7                            |
| Норма опадів, мм               | 13                             | 22.2                           | 45                             | 36.2                           | 64.7                           | 135.2                          | 205.8                          | 200.9                          | 145.3                          | 85.6                           | 19.3                           | 4.4                            | 977.6                          |
| Вологість повітря, %           | 63                             | 62                             | 63                             | 66                             | 70                             | 80                             | 85                             | 85                             | 86                             | 82                             | 75                             | 69                             | 73.8                           |
| ------------------------------ | ------------------------------ | ------------------------------ | ------------------------------ | ------------------------------ | ------------------------------ | ------------------------------ | ------------------------------ | ------------------------------ | ------------------------------ | ------------------------------ | ------------------------------ | ------------------------------ | ------------------------------ |
| Джерело: data.cma.cn           |                                |                                |                                |                                |                                |                                |                                |                                |                                |                                |                                |                                |                                |